# SH010
AQUOS SHOT SH010（あくおす しょっと えすえいちぜろいちぜろ）は、シャープが日本国内向けに開発した、auブランドを展開するKDDIおよび沖縄セルラー電話のCDMA 1X WIN対応携帯電話である。

## 特徴
- SH008の後継にあたるハイエンド端末。
- SH008ではサブディスプレイがメモリ液晶であったが、有機ELディスプレイに変更されている。
- SH008と比べインカメラが非搭載となった。
- タッチパネルはSH008同様、マルチタッチディスプレイを使用している。
- 日本語入力機能はSH008までのケータイShoin9からiWnnに変更となった。

## 歴史
- 2010年（平成22年）10月18日 - KDDI、およびシャープより公式発表。
- 2010年11月5日 - 中国・九州地区を除く全国にて一斉発売。
- 2010年11月6日 - 中国・九州地区にて発売。
- 2011年（平成23年）4月 - 販売終了。
- 2014年（平成26年）6月30日 - Wi-Fi WINのサービス終了[3]。

## SH008との相違点
- インカメラの割愛
- テレビ電話機能の割愛
- タッチパネルによるフリック入力の割愛
- サブ画面を常時表示が可能なメモリ液晶（1.4インチ）から有機EL（1.0インチ）に変更
- 動作パフォーマンスの若干の改善
- Picasaウェブアルバムとの連携(ただし、Wi-Fi WIN使用時のみ)
- 日本語入力機能の変更(ケータイShoin9→iWnn IME SH edition)

## 主な機能・サービス
- FMトランスミッター
- AQUOS Blu-rayレコーダー連携機能

| 主な対応サービス                                                                      | 主な対応サービス                              | 主な対応サービス                                                                 | 主な対応サービス                                                  |
| ------------------------------------------------------------------------------------- | --------------------------------------------- | -------------------------------------------------------------------------------- | ----------------------------------------------------------------- |
| LISMO! (着うたフル/着うたフルプラス) (LISMOビデオクリップ) (LISMO Video) (LISMO Book) | EZケータイアレンジ ティーンズモード           | バーコードリーダー&メーカー                                                      | PCサイトビューアー                                                |
| au BOX                                                                                | ワイヤレスミュージック (カーナビ×LISMO! 対応) | au Smart Sports Run & Walk Karada Manager ゴルフ フイットネス カロリーカウンター | EZナビウォーク                                                    |
| EZ助手席ナビ                                                                          | 安心ナビ                                      | 災害時ナビ                                                                       | ナカチェン                                                        |
| EZアプリ FullGame! Bluetooth対戦                                                      | EZアプリ(BREW)                                | オープンアプリプレイヤー                                                         | PCドキュメントビューアー                                          |
| アレンジメニュー                                                                      | クイックアクセスメニュー                      | じぶん銀行アプリ                                                                 | EZ・FM                                                            |
| EZチャンネル EZチャンネルプラス EZニュースフラッシュ EZニュースEX                     | Bluetooth                                     | Touch Message                                                                    | EZFeliCa                                                          |
| ケータイ de PCメール                                                                  | デコレーションメール                          | デコレーションアニメ                                                             | au one メール                                                     |
| 緊急通報位置通知                                                                      | ワンセグ                                      | グローバルパスポート (CDMA/GSM)                                                  | 赤外線通信 (IrSimple/IrSS) 無線LAN機能 (Wi-Fi WIN) auフェムトセル |